# 司木寺
司木寺，位于西藏自治区拉萨市林周县，是一座藏传佛教寺院。

## 简介
司木寺位于西藏自治区拉萨市林周县，为藏传佛教寺院。
2012年，该寺的僧人桑旦被评为西藏自治区爱国守法先进僧尼。